# Roxanne Hart
Roxanne Hart (* 27. červenec 1952, Trenton, New Jersey, USA) je americká filmová, televizní a divadelní herečka.

## Počátky
Rodačka z New Jersey se narodila do rodiny učitele, později školního ředitele. Studovala na škola v Chappaqua, kde byl právě její otec ředitelem.

## Kariéra
V divadle působila na Broadwayi a v roce 1983 obdržela nominaci na Tony Award za hru Passion.
Ve filmu se objevila poprvé v roce 1979, a to ve snímku Pod skleněným zvonem. Českým divákům může být známá především z filmů Rozsudek v hlavní roli s Paulem Newmanam, Highlander v hlavní roli s Christopherem Lambertem, Půlnoční míle, kde hrají Jake Gyllenhaal, Dustin Hoffman a Susan Sarandonová, nebo také z filmu Jeden pokoj.
Hodně byla obsazována do seriálů, nejvíce pak do seriálu Nemocnice Chicago Hope, ve kterém se objevila ve 46 dílech. Do seriálů z lékařského prostředí se vrátila díky Pohotovosti a Dr. Houseovi.

## Osobní život
Žije s hercem Philipem Casnoffem a mají dva syny.

## Ocenění

### Nominace
- 1995, 1996 a 1997, SAG Award (spolunominace) - kategorie nejlepší herecký skupinový výkon v dramatickém seriálu, za seriál Nemocnice Chicago Hope

## Filmografie
- 1979 The Bell Jar
- 1980 One Life to Live (TV seriál)
- 1981 Kent State (TV film)
- 1982 Neobvyklé příběhy (TV seriál), Remington Steele (TV seriál), Rozsudek
- 1983 Special Bulletin (TV film)
- 1984 Old Enough, Bože, ty jsi Ďábel
- 1985 Sestřička (TV film)
- 1986 Highlander, Soukromý detektiv Marlowe (TV seriál), Samaritán (TV film), American Playhouse (TV seriál), Vengeance: The Story of Tony Cimo (TV film)
- 1987 Poslední nevinný (TV film)
- 1988 Vražedný puls
- 1989 The Justice Game (TV seriál), Big Time (TV film)
- 1990 Against the Low (TV seriál), Zákon a pořádek (TV seriál)
- 1991 Jednou dokola, Tagget (TV film), Living a lie (TV film)
- 1992 Dream On (TV seriál)
- 1994 Cesta domů (TV seriál), Nemocnice Chicago Hope (TV seriál)
- 1996 Zaslíbená zem (TV seriál)
- 1997 Mámin vrah (TV film), Když tajemství zabíjí (TV film), Sám (TV film)
- 1998 Meteority! (TV film)
- 1999 Správná pětka (TV seriál), Walker, Texas Ranger (TV seriál), Come On: Get Happy: The Partridge Family Story (TV film), Family Law (TV seriál), Pohotovost (TV seriál)
- 2000 Čas proměn (TV film)
- 2001 Jdi za svou hvězdou (TV film), Zákon a pořádek (TV seriál), Mimo zákon
- 2002 Hodná holka, Prezidentův muž 2: Ground Zero (TV film), V tajných službách (TV seriál), Jeden pokoj, Půlnoční míle
- 2003 Oz (TV seriál), Easy
- 2004 Křižovatky medicíny (TV seriál), Odložené případy (TV seriál)
- 2005 Dr. House (TV seriál), Vražedná čísla (TV seriál)
- 2006 Expert na vraždu (TV film), Umění musí bolet, Na prahu noci (TV film), Chirurgové (TV seriál), Dopisy z Iwo Jimy, Za rozbřesku (TV seriál), Spravedlnost (TV seriál), Medium (TV seriál)
- 2007 Sběratelé kostí (TV seriál), Kněz je poděs
- 2008 Vražedné pochybění (TV film), Eli Stone (TV seriál), Posel ztracených duší (TV seriál)
- 2009 Myšlenky zločince (TV seriál), Closer (TV seriál)
- 2010 The Cross-Stitch, Hung - na velikosti záleží (TV seriál)